# Piłka nożna w Estonii

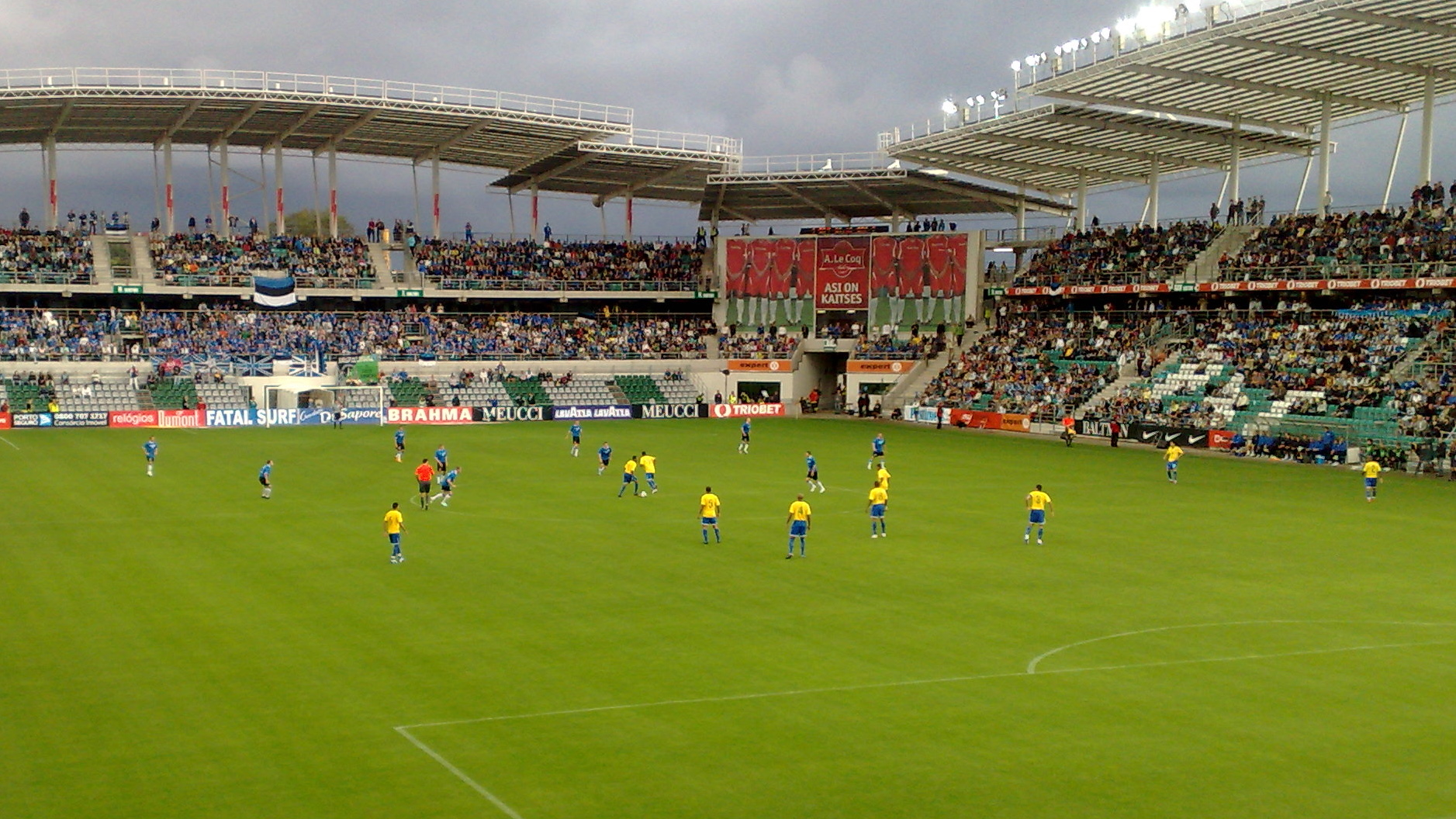
Lilleküla Stadium, arena domowa reprezentacji narodowej

Piłka nożna (est. Jalgpall) jest najpopularniejszym sportem w Estonii pod względem liczby aktywnych graczy. Jej głównym organizatorem na terenie Estonii pozostaje Eesti Jalgpalli Liit (EJL).
Według stanu na 17 listopada 2021 roku Martin Reim i Marko Kristal mają odpowiednio 157 i 143 występów reprezentacyjnych, a Andres Oper strzelił 38 bramek w barwach reprezentacji Estonii.
W estońskiej Meistriliiga grają takie utytułowane kluby, jak Flora, Levadia i Nõmme Kalju.

## Historia

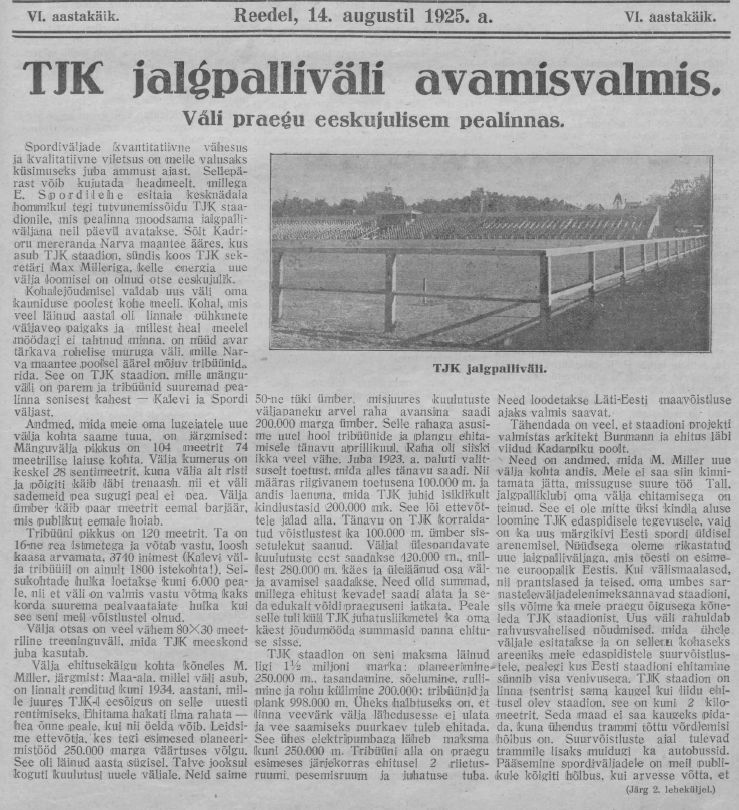
Boisko do piłki nożnej TJK z trybuną otwarte w 1925 roku. 18 września 1923 roku na tym stadionie reprezentacja Estonii grała z ZSRR.

Piłka nożna zaczęła zyskiwać popularność w Estonii na początku XX wieku. W 1908 powstały pierwsze estońskie kluby piłkarskie Meteor Tallinn i Merkuur Tallinn, potem następne. 24 lutego 1918 Estonia proklamowała niepodległość. Po założeniu estońskiej federacji piłkarskiej – EJL w 1921 roku, rozpoczął się proces zorganizowania pierwszych rozgrywek o mistrzostwo Estonii. Pierwsza edycja mistrzostw Estonii startowała w sezonie 1921 i rozgrywana była systemem pucharowym. Dopiero w 1929 po raz pierwszy drużyny walczyły systemem ligowym. Mistrzostwa Estonii w sezonie 1939/40 zostały zawieszone, tak jak 17 czerwca 1940 wojska radzieckie wkraczają do Estonii, a następnie została utworzona Estońska SRR w składzie ZSRR. W sezonie 1941 mistrzostwa Estońskiej SRR nie dokończono przez okupację niemiecką. W 1942 i 1943 rozgrywki o mistrzostwo Estonii zostały wznowione, ale w 1944 znów zawieszone z powodu ataku Armii Radzieckiej, w wyniku którego ZSRR ponownie okupują Estonię. W 1945 ponownie startują mistrzostwa Estońskiej SRR. To nie były pełnowartościowe mistrzostwa tak jak najlepsze kluby kraju uczestniczyły w mistrzostwach ZSRR. W 1990 dodatkowo organizowano rozgrywki Baltic League, w których uczestniczyły m.in. najlepsze drużyny Estońskiej SRR - Sport Tallinn i ASK Fosforit Tallinn, który wycofał się z turnieju po 13 meczach.
20 sierpnia 1991 – po puczu Janajewa Estonia deklaruje niepodległość, 6 września uznaną przez ZSRR.
Rozgrywki najwyższej ligi zwanej Meistriliiga w obecnym formacie zainaugurowano w sezonie 1992.

## Format rozgrywek ligowych
W obowiązującym systemie ligowym trzy najwyższe klasy rozgrywkowe są ogólnokrajowe (Meistriliiga, Esiliiga i Esiliiga B). Dopiero na czwartym poziomie pojawiają się grupy regionalne.

## Puchary
Rozgrywki pucharowe rozgrywane w Estonii to:
- Puchar Estonii (Eesti Karikas),
- Superpuchar Estonii (Eesti jalgpalli superkarikas) - mecz między mistrzem kraju i zdobywcą Pucharu.